# Nephele innotata
Nephele innotata är en fjärilsart som beskrevs av Rothschild och Jordan 1903. Nephele innotata ingår i släktet Nephele och familjen svärmare. Inga underarter finns listade i Catalogue of Life.